# АЛФА 40-60 КС
АЛФА 40 – 60 КС е италиански автомобил, произвеждан от A.L.F.A. от 1913 до 1922.

## История
АЛФА 40 – 60 КС използва платформа на АЛФА 24КС Корса. Автомобилът е проектиран от Джузепе Мероси. Мощността на двигателя е 45 конски сили. Състезателният модел 40 – 60 HP Корса имаше 73 к.с. (54 кВт) и максимална скорост от 137 км / ч (85 mph) и също спечели своя собствена категория в състезанието в Парма-Берчето.

## Производство
Както при предишните модели производството се осъществява в завода Портелло в Милано. Произведени са около 25 екземпляра.